# منتخب قبرص لاتحاد الرغبي
منتخب قبرص الوطني لاتحاد الرغبي هو ممثل قبرص الرسمي في المنافسات الدولية في اتحاد الرغبي . تأسس في 24 مارس 2007.